# Avtandil Kenchadze
Avtandil Kenchadze (en georgiano: ავთანდილ კენჭაძე; Ambrolauri, 22 de diciembre de 1995) es un deportista georgiano que compite en lucha libre.
Ganó dos medallas en el Campeonato Mundial de Lucha, en los años 2018 y 2024, y cuatro medallas en el Campeonato Europeo de Lucha entre los años 2019 y 2024. En los Juegos Europeos de Minsk 2019 obtuvo una medalla de bronce en la categoría de 74 kg.

## Palmarés internacional
| Campeonato Mundial | Campeonato Mundial  | Campeonato Mundial | Campeonato Mundial |
| Año                | Lugar               | Medalla            | Categoría          |
| ------------------ | ------------------- | ------------------ | ------------------ |
| 2018               | Budapest (Hungría)  | Medalla de plata   | 74 kg              |
| 2024               | Tirana (Albania)    | Medalla de oro     | 79 kg              |
| Juegos Europeos    |                     |                    |                    |
| Año                | Lugar               | Medalla            | Categoría          |
| 2019               | Minsk (Bielorrusia) | Medalla de bronce  | 74 kg              |
| Campeonato Europeo |                     |                    |                    |
| Año                | Lugar               | Medalla            | Categoría          |
| 2019               | Bucarest (Rumania)  | Medalla de bronce  | 74 kg              |
| 2020               | Roma (Italia)       | Medalla de bronce  | 74 kg              |
| 2023               | Zagreb (Croacia)    | Medalla de bronce  | 74 kg              |
| 2024               | Bucarest (Rumania)  | Medalla de bronce  | 79 kg              |